# 28 janvier 2017
Le samedi 28 janvier 2017 est le 28e jour de l'année 2017.

## Décès
- Mohammed Bello Abubakar (né le 28 janvier 1924), polygame nigérian
- Bharati Mukherjee (née le 27 juillet 1940), écrivain américaine
- Charles Bonifay (né le 19 juillet 1919), personnalité politique française
- Dan Spiegle (né le 10 décembre 1920), auteur de bande dessinée américain
- Geoff Nicholls (né le 28 février 1948), claviériste, guitariste et multi-instrumentiste britannique
- Jean Bogaerts (né le 19 janvier 1925), cycliste belge
- Lennart Nilsson (né le 24 août 1922), photographe suédois
- Richard Portman (né le 2 avril 1934), ingénieur du son américain
- Stuart Timmons (né le 14 janvier 1957), historien américain

## Événements
- Nouvel An chinois avec le commencement de l'année du coq ;
- Les juges fédérales américaines Ann Donnelly, Allison Burroughs et Leonie Brinkema suspendent pour les détenteurs d'un statut valide l’ordre exécutif de Donald Trump sur l'interdiction de territoire des Irakiens, Iraniens, Libyiens, Somaliens, Soudanais, Syriens et Yéménites ;
- Restrictions budgétaires massives en vue pour l'audiovisuel public aux États-Unis, sitôt Donald Trump installé à la Maison-Blanche[1].
- Cadel Evans Great Ocean Road Race Women 2017
- Trofeo Andratx-Mirador des Colomer 2017
- Création du parti Direzione Italia
- Sortie du film Journey to the West: The Demons Strike Back
- Sortie du film Kiseki: Anohi no sobito
- Sortie du film Kung Fu Yoga
- Manifestation de catch : NXT Takeover: San Antonio
- Fin de la série télévisée Solomon's Perjury